# Polimerasa Taq
La polimerasa Taq es un tipo de ADN polimerasa termoestable, nombrada de esta forma debido a que es producida por la bacteria Thermus aquaticus (T-aq) y a partir de la cual fue aislada en 1968 por Thomas D. Brock. A menudo suele abreviarse como "Taq Pol" (o simplemente como "Taq"), y se utiliza con frecuencia en las técnicas de PCR, técnica aplicada para amplificar secuencias cortas de ADN.[cita requerida]
T. aquaticus es una bacteria  que vive en manantiales calientes y fuentes hidrotermales, y la polimerasa Taq que de ella se extrae se ha caracterizado como una extremoenzima capaz de soportar las condiciones de alta temperatura requeridas durante el proceso de PCR sin desnaturalizarse. Por esta razón, ha reemplazado a la ADN polimerasa proveniente de E. coli (Eco pol) que era la que originalmente se utilizaba en esta técnica, pero que requería ser reemplazada luego de cada ciclo de calentamiento aumentando las probabilidades de contaminación y prolongando los tiempos. La temperatura óptima de funcionamiento de la Taq es de 75 °C-80 °C, con una semivida mayor a las dos horas a 92,5 °C, 40 minutos a 95 °C y 9 minutos a 97,5 °C. Esta enzima puede replicar una cadena de ADN de 1000 pares de bases en menos de 10 segundos funcionando a 72 °C de temperatura.
Uno de los inconvenientes de la Taq es su relativamente baja fidelidad. Carece de actividad correctora de errores 3'→5' exonucleasa, y posee una tasa de introducción de errores de aproximadamente 1 cada 9000 nucleótidos. Sin embargo los dos dominios restantes pueden actuar en coordinación por medio del movimiento acoplado de dominios. Se han aislado algunas otras polimerasas de ADN de otras bacterias termofílicas y arqueas, tales como la polimerasa Pfu (aislada de Pyrococcus furiosus) que sí poseen actividad correctora de errores; estas polimerasas se utilizan solas o combinadas con la Taq cuando se requiere una amplificación de alta fidelidad.
La polimerasa Taq produce ADNs que poseen una adenina terminal no apareada colgando de su extremo 3'. Esto puede resultar útil en técnicas de clonación TA, donde un vector de clonación (tal como por ejemplo un plásmido) que posee una timina 3' sobresaliente puede ser utilizado para complementar la adenina sobresaliente del producto de la PCR, permitiendo de esta forma ligar el producto de PCR dentro del vector plásmido.

## La polimerasaTaqen PCR
En los primeros años de la década de 1980 Kary Mullis se encontraba trabajando en la Cetus Corporation sobre el tema de la aplicación de formas sintéticas de ADN a la biotecnología. Estaba familiarizado con el uso de oligonucleótidos de ADN como sondas capaces de unirse a determinadas cadenas de ADN que contuvieran una secuencia específica de nucleótidos; también con el uso de estas sondas como iniciadores para la secuenciación de ADN y síntesis de ADN complementario. En 1983 comenzó a utilizar una técnica que consistía en agregar dos iniciadores, uno para hibridar con cada una de las cadenas de ADN, y luego añadir una polimerasa de ADN al medio de reacción. Esto producía una replicación exponencial del ADN incrementando de manera asombrosa la secuencia de ADN contenida entre los dos iniciadores.
Sin embargo, luego de cada ronda de replicación la mezcla debía ser calentada por encima de los 90 °C para desnaturalizar la doble cadena de ADN recién formada, permitiendo de esta manera que cada una de las cadenas simples pudiera servir como plantilla para la siguiente ronda de amplificación. Este paso de calentamiento también inactivaba la ADN polimerasa (el fragmento de Klenow de la ADN polimerasa I proveniente de E. coli) que se utilizaba antes del descubrimiento de la polimerasa Taq.
La utilización de la polimerasa Taq termoestable elimina la necesidad de añadir nuevas cantidades de polimerasa durante el proceso de termociclado. De esta forma es posible utilizar un único tubo cerrado en una máquina de termociclado relativamente simple para realizar todo el proceso. Por lo tanto, el uso de la polimerasa Taq fue la idea clave que permitió hacer aplicable el proceso de PCR a una gran variedad de problemas de biología molecular relacionados con el análisis de ADN.

## Inconvenientes con las patentes
La compañía farmacéutica Hoffmann-La Roche finalmente compró a Cetus las patentes sobre la Taq y la técnica de PCR por 330 millones de dólares; se calcula que ha recibido más de 2000 millones de dólares en regalías por la posesión de tales patentes. En 1989, Science nombró a la polimerasa Taq como su primer "Molécula del Año". Kary Mullis recibió el Premio Nobel de Química en 1993, siendo el único galardonado por la investigación llevada a cabo en la compañía de biotecnología. Hacia los primeros años de la década de 1990, la técnica de PCR con la polimerasa Taq ya se estaba utilizando en numerosas áreas, incluyendo investigación básica en biología molecular, ensayos genéticos clínicos, y en ciencia forense. También comenzó a encontrar una importante aplicación en la detección directa del virus VIH en el Síndrome de inmunodeficiencia adquirida.
En diciembre de 1999, el Juez de Distrito de EE. UU. Vaughn Walker dictaminó que la patente de 1990 que involucraba a la polimerasa Taq se encontraba afectada, en parte, por información malintencionada y falsos reclamos de parte de los científicos de la Cetus Corporation. El dictamen dio lugar a una demanda de la compañía Promega Corporation contra Hoffmann-La Roche quienes compraron las patentes de la Taq en 1991. El juez Walker citó varios descubrimientos previos de otros laboratorios, incluyendo el laboratorio del profesor John Trela en el Departamento de Ciencias Biológicas de la Universidad de Cincinnati, como base para su dictamen.